# Bornsdorf
Bornsdorf (niedersorbisch Baranojce) ist ein Ortsteil der Gemeinde Heideblick im Landkreis Dahme-Spreewald in Brandenburg. Zum Ortsteil gehören die Gemeindeteile Trebbinchen und Grünswalde.

## Geschichte

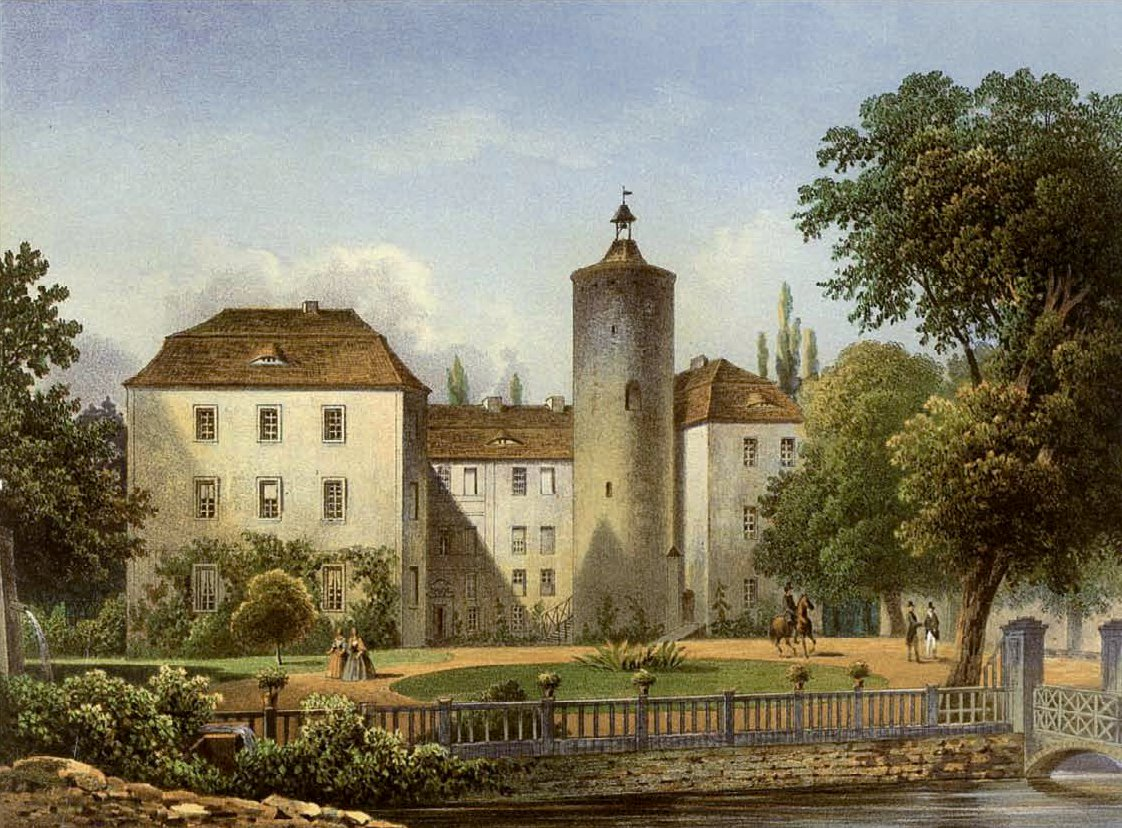
Schloss Bornsdorf um 1859/60 (Sammlung Alexander Duncker)

Der Ortsteil am Rand des Luckauer Beckens hat ca. 100 Einwohner und wurde erstmals im Jahr 1347 als „Boransdorf“ urkundlich erwähnt. Der Ort leitet den Namen vom sorbischen Wort baran = „Widder“ ab, was so viel wie eine Ansiedlung „der Sippe des Baran (des Widders)“ bedeutet. Vermutlich handelte es sich dabei um eine Wasserburg, der eine „gewisse Bedeutung“ in der Niederlausitz zugesprochen wurde. Der Ort lag rund einen Kilometer nördlich und wurde während der Hussitenkriege bis auf die Kirche zerstört, die seither eine Ruine ist. 1489 übernahmen die von Wolffersdorff den Rittersitz. Denen durchgehende Ahnenreihe mit Herausbildung einer eigenen Familienlinie Bornsdorf beginnt wohl mit Götze von Wolffersdorff, verstorben 1540. Sein Urenkel Hans Albrecht ist immerhin kurfürstlich brandenburgischer Oberstleutnant. Deren Sohn Friedrich Albrecht wiederum bringt es bis zum Generalmajor, aber in sächsischen Diensten. Sie errichteten ein Schloss mit einem Gutshof. In diesen Zeitraum fiel auch der Bau der Feldsteinkirche. Die Nachfahren der genannten Wolffersdorff werden in Sachsen Landräte und Offiziere. 1728 ging der Besitz Bornsdorf in die Familie von Langenn über, die das Anwesen auf Initiative von Caspar Sigismund von Langenn (1695–1743) im Jahr 1734 in eine Dreiflügelanlage umbaute. Dabei wurde der alte Treppenturm in das Bauwerk integriert. Mitte des 19. Jahrhunderts, 1840, spätestens 1842, übernahm die Familie des Oswald Waldemar von Thermo-Zieckau (1793–1893) das Anwesen. Sie wandelten den zuvor barocken Garten in einen Landschaftspark um. Vor 1880 hatte das Gut Bornsdorf einen Umfang von 1262 ha, gleichermaßen wurde eine Ziegelei betrieben. Letzte Vertreter der Thermo waren Fedor (1831–1904) und sein Sohn Werner von Thermo (1866–1922). Beide waren langjährig Mitglieder des Johanniterorden. Bornsdorf hatte vor Anfang des Ersten Weltkriegs 1177 ha Größe, mit den Nebengütern in Trebbinchen, Grünswalde und Riedebeck, letztere ebenfalls mit dem Status eines Rittergutes. Überlieferungen zufolge soll Herr von Thermo jun. im Jahr 1917 das Rittergut verspielt haben, Gut Zieckau ging bereits 1906 verloren. Der Regierungsreferendar verstarb als Letzter seiner Familie. Er war mit Olga Godeffroy, verwitwete vom Rath, Nichte des Johan Cesar Godeffroy, verheiratet. Nach offiziellen Verlautbarungen in der Adelsfachliteratur wurde Bornsdorf im genannten Jahr verkauft. Die Stadtgemeinde Neukölln, respektive damals konkret Rixdorf, übernahm das Gut, um die auf der Gemarkung gefundene Braunkohle abzubauen. Für 1921 sind in Bornsdorf größere Bohrungen zu vermerken, man kam auf 545 m. Von 1922 bis 1945 war der Kammerherr und Hauptmann a. D. Friedrich von Arnim (1876–1945) der letzte Besitzer des Rittergutes. Er hatte zuvor bei Posen ein Gut, was er durch die politische Nachkriegslage nicht mehr besitzen durfte. Bornsdorf erwarb er mit Hilfe der vom Staat gewährten Entschädigungssumme. Das letztmals vor der großen Wirtschaftskrise veröffentlichte Landwirtschaftliche Güteradressbuch der Provinz Brandenburg gibt für Bornsdorf mit Trebbinchen konkret 771 ha an, davon 355 ha Wald. Der Viehbestand ist mit 100 Schweinen, 86 Rindvieh, davon 46 Kühe, und 17 Pferde aufgeführt, zusammengefasst ein eher mittelgroßer Gutsbetrieb. Dem Eigentümer zur Seite gestellt war Administrator Maertens, was dafür spricht, dass eine Auflage eines Kreditgebers (Ritterschaftsbanken) vorlag. Neben dem Rittergut werden für 1929 noch zwei etwas über 20 ha große Höfe genannt, der von Oswald Erbe, und jener von Auguste Rose.
Am Ende des Zweiten Weltkrieges wurde das Schloss geplündert und sollte anschließend gesprengt werden. Da jedoch Wohnungsmangel herrschte, nahm die Administration hiervon Abstand und das Anwesen wurde zu Wohnzwecken und als Schule genutzt. 1967 stürzte ein Teil des Gebäudes ein, woraufhin sich die Gemeinde zu einem Abriss entschloss. Lediglich der 23,07 m hohe Turm blieb stehen. Der Park verfiel jedoch. Hinzu kam es durch Braunkohleabbau zu einer Melioration, so dass zahlreiche Bäume aus dem alten Bestand gefällt werden mussten.
Nach der Wende gründete sich in der Mitte der 1990er Jahre ein Förderverein, der den Park und die Schlossruinen pflegte. Die verschütteten Keller wurden geräumt und gesichert. Mittlerweile überwintern dort Wasserfledermäuse, aber auch die in ihrer Art gefährdete Fransenfledermaus und Mopsfledermaus. 1999 sanierte die Gemeinde den Schlossturm, der seither als Aussichtsturm dient.
2006 errichteten Handwerker im ehemaligen Schulgebäude ein Dorfgemeinschaftshaus.

## Verkehr
Durch den Ort verläuft die Bundesstraße 96.

## Sehenswürdigkeiten

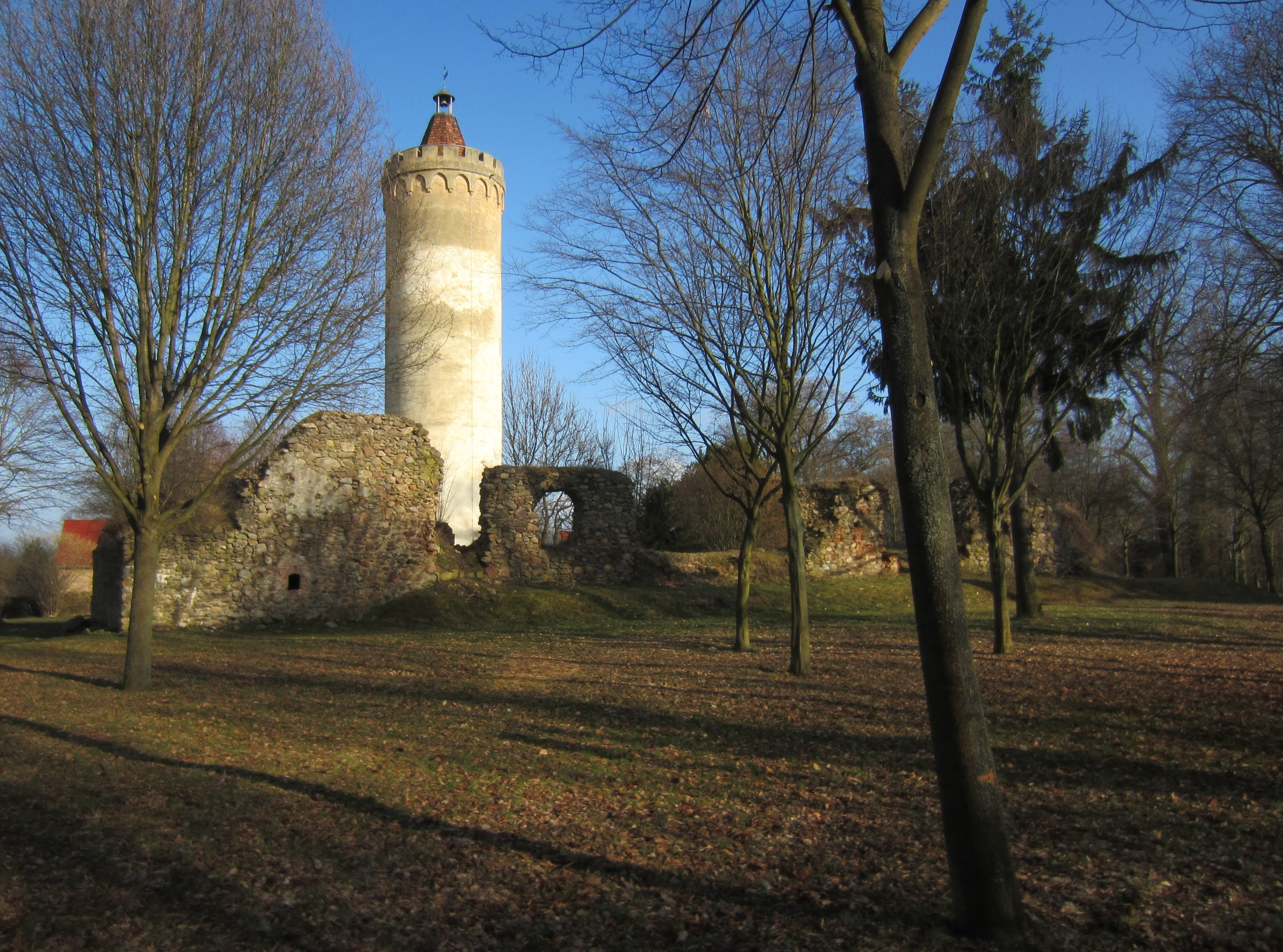
Reste des ehemaligen „Schlosses“ Bornsdorf, 2017

In der Liste der Baudenkmale in Heideblick sind für Bornsdorf vier Baudenkmale aufgeführt:
- Die Dorfkirche Bornsdorf ist eine spätgotische Saalkirche aus dem 15. Jahrhundert. In ihrem Innern steht unter anderem ein Altarretabel aus Sandstein, dass in der zweiten Hälfte des 17. Jahrhunderts entstand.
- Vom ehemaligen „Schloss“ Bornsdorf sind der Rundturm, ein Teil der Fundamente, Kelleranlagen, Teile des aufgehenden Mauerwerks sowie der dazugehörige Park erhalten.
- Der Wolfsstein (an der B 96, km 263,8, zwischen Riedebeck und Bornsdorf), ein Findling mit der Inschrift „Hier wurde am 10. April 1781 ein Wolf erlegt“, ist datiert auf 1880/1900.
- Die Kirchenruine (Wüste Kirche; auf dem Friedhof Luckauer Chaussee 2 a) aus Feldsteinen ist datiert auf 1220/1240. Die Kirche wurde um 1400 zerstört.
- Naherholungsgebiet Waldbad mit Campingplatz und künstlich angelegtem Badesee. Er wird von den Einheimischen „Alte Grube“ genannt und entstand 1937 aus einem Braunkohletagebau.

## Regelmäßige Veranstaltungen, Vereinswesen
- Turmblasen
- Weihnachtsmarkt am 1. Advent
- Im Ort sind die Freiwillige Feuerwehr, ein Heimat- sowie ein Sportverein aktiv.
- Am Zweiten Wochenende im August findet traditionell der Bornsdorfer Triathlon statt. Veranstalter ist der Luckauer Läuferbund e. V.